# Toy Story (film)
Toy Story is een Amerikaanse animatiefilm uit 1995. Het was de eerste volledig computergeanimeerde film. De film werd geregisseerd door John Lasseter, die ook Een luizenleven regisseerde.
Het verhaal is geproduceerd door Pixar. De film duurt 81 minuten en is daarmee de eerste volledige speelfilm van Pixar. Na deze film bracht Pixar nog verschillende andere computergeanimeerde films uit. De voice-overs in de Engelstalige versie zijn voor rekening van Tom Hanks (Woody) en Tim Allen (Buzz).

## Verhaal
In de film blijkt dat, als er geen mensen in de buurt zijn, speelgoed tot leven komt. Het verhaal draait om het speelgoed van het jongetje Andy, en dan in de hoofdrol cowboy Woody, Andy’s lievelingsfiguurtje.
Op een dag krijgt Andy op zijn verjaardag een nieuwe pop, Buzz Lightyear, een ruimteactiefiguur. Al snel ontwikkelt zich een rivaliteit tussen Woody en Buzz, daar Buzz langzaam Woody’s nummer 1-positie bij Andy inneemt. Buzz is er bovendien van overtuigd dat hij een echte spaceranger is en het universum moet beschermen tegen keizer Zurg.
Op een dag escaleert de situatie wanneer Andy besluit om Buzz en niet Woody, mee te nemen wanneer hij en zijn moeder uit eten gaan. Woody wil Buzz tijdelijk uitschakelen zodat Andy hem niet kan vinden maar gooit hem hierbij per ongeluk uit het raam. Woody ontsnapt maar net aan de toorn van het andere speelgoed omdat Andy hém dan maar meeneemt. Buzz, die zijn val uit het raam heeft overleefd, ziet de auto met Woody erin vertrekken en springt achterop. Wanneer de auto stopt bij een tankstation, komt het tot een gevecht tussen Woody en Buzz. Ze vallen uit de auto en blijven zo achter wanneer deze wegrijdt.
Uiteindelijk weten Buzz en Woody met een bestelwagen mee te reizen naar de pizzeria waar Andy is, maar door toedoen van Buzz belanden ze niet in handen van Andy maar bij diens buurjongen Sid. Sid is een sadist die niets liever doet dan speelgoed vernielen. De twee moeten nu wel samenwerken om te ontsnappen en terug te keren naar Andy. Haast is geboden, daar Andy spoedig zal gaan verhuizen.
Terwijl ze bij Sid verblijven, komt Buzz er eindelijk achter dat hij gewoon een stuk speelgoed is. Dit doet hem in een diepe depressie belanden, totdat Woody hem er weer bovenop helpt. Wanneer Sid plannen maakt om Buzz op te blazen met een zwaar stuk vuurwerk, maakt Woody samen met Sids speelgoed een plan. Tegen de regels in laten ze Sid zien dat ze leven, en dwingen hem zo zijn sadistische praktijken te staken.
Woody en Buzz haasten zich naar Andy’s huis, maar zien nog enkel hoe net de verhuiswagen wegrijdt. Woody kan op de wagen springen maar Buzz blijft achter. Woody haalt snel Andy’s radiografisch bestuurde auto uit de truck om Buzz terug te halen. Het andere speelgoed, dat ook in de truck zit, is nog altijd kwaad op Woody en ze gooien hem ook uit de wagen. Pas wanneer Woody en Buzz samen de achtervolging inzetten in de speelgoedauto zien ze hun fout in.
De batterijen van de wagen raken leeg voordat ze de verhuiswagen kunnen inhalen. In een wanhoopspoging ontsteekt Woody de vuurpijl die nog altijd op Buzz’ rug zit. Dit doet hij met behulp van Buzz' glazen helm door hier zonlicht op te laten vallen, zodat de lont gaat branden. De vuurpijl is echter te sterk en de twee vliegen de lucht in. Dan gebruikt Buzz zijn vleugels om los te breken van de vuurpijl, waarna hij en Woody naar beneden vliegen (of “sierlijk neerstorten” zoals Buzz het omschrijft). Ze landen via het open dak in de auto van Andy’s moeder. Andy vindt de twee en concludeert dat ze gewoon al die tijd in de auto lagen.
De film eindigt met Kerstmis. Woody maakt zich geen zorgen want hij denkt dat Andy nooit een cadeau kan krijgen dat erger is dan Buzz, totdat hij hoort dat Andy een puppy heeft gekregen.

## Rolverdeling
| Acteur            | Personage                            | Nederlandstalige versie        | Vlaamstalige versie  |
| ----------------- | ------------------------------------ | ------------------------------ | -------------------- |
| Tom Hanks         | Sheriff Woody Pride                  | Gijs Scholten van Aschat       | Warre Borgmans       |
| Tim Allen         | Buzz Lightyear                       | Coen van Vrijberghe de Coningh | Vic De Wachter       |
| Don Rickles       | Mr. Potato Head / Mr. Aardappelhoofd | Ronald Van Rillaer             | Hubert Damen         |
| Jim Varney        | Slinky Dog                           | Chiem van Houweninge           | Luk De Koninck       |
| Wallace Shawn     | Rex                                  | Arjan Ederveen                 | Johan Van Assche     |
| John Ratzenberger | Hamm                                 | Luk Van Mello                  | Luk Van Mello        |
| Annie Potts       | Bo Peep                              | Monique van de Ven             | Antje De Boeck       |
| John Morris       | Andy Davis                           | Rik van Veldhuizen             | Joren Seldeslachts   |
| Erik von Detten   | Sid Phillips                         | Sietse van Leeuwen             | Bert Temmerman       |
| Laurie Metcalf    | Mrs. Davis (Andy's moeder)           | Beatrijs Sluijter              | Andrea Croonenberghs |
| R. Lee Ermey      | Sergeant                             | Arnold Gelderman               | Karel Deruwe         |
| Sarah Freeman     | Hannah Phillips                      | Thyrza Ravesteijn              | Marie Vinck          |
| Joe Ranft         | Lenny                                | Stan Limburg                   | Bob Savenberg        |
| Jeff Pidgeon      | Mr. Spell                            | Stan Limburg                   | Raf Verpooten        |
| Greg Berg         | Gewonde soldaat                      | Stan Limburg                   | Raf Verpooten        |
| Jack Angel        | Shark / Rubber Haai                  | Diederik Gelderman             | Marc Van Eeghem      |
| Penn Jillette     | TV announcer / Omroeper              | Wessel van Diepen              | Marc Van Eeghem      |

## Achtergrond

### Ontwikkeling
Toy Story begon als een uitbreiding van Pixars korte filmpje Tin Toy. De hoofdrolspeler uit dat filmpje, een blikken trommelaar genaamd Tinny, zou oorspronkelijk ook de hoofdrol gaan spelen in Toy Story. Hij bleek echter te immobiel voor een grote film, dus werd zijn uiterlijk aangepast naar dat van een ruimtefiguur. Deze ruimtefiguur werd uiteindelijk Buzz Lightyear.
Tijdens de productie vond er een aantal wijzigingen plaats:
- Billy Crystal zou eigenlijk de stem van Buzz gaan doen, maar weigerde.
- Bill Murray was ook een kandidaat voor de stem van Buzz, maar hij raakte het nummer van de producer kwijt.
- Oorspronkelijk wilde Pixar de bekende barbiepoppen gebruiken in de film, maar Mattel was hier tegen.
- Jim Carrey zou de stem van Woody gaan doen, maar het budget van de film was niet toereikend genoeg om hem in te huren.
- Oorspronkelijk zou de film "You are a toy!" (je bent speelgoed!) gaan heten.

### Reacties
De film was een groot succes, en scoorde een 100% op Rotten Tomatoes. De film bracht wereldwijd $354 miljoen op tegen een budget van $30 miljoen.

### Adaptaties
De film werd opgevolgd door een tweede, derde en vierde film getiteld Toy Story 2, Toy Story 3 en Toy Story 4.
Het personage Buzz Lightyear kreeg na het succes van de film zijn eigen animatieserie getiteld Buzz Lightyear of Star Command.
Er zijn verschillende computerspellen gebaseerd op de film uitgebracht.

### Nederlandse en Vlaamse liedjes
De liedjes in de Nederlandse versie van Toy Story werden gezongen door Huub van der Lubbe. Het titelnummer werd in de eindcredits meegezongen door Arthur Ebeling.
De liedjes in de Vlaamse versie werden ingezongen door de zanger Arno Hintjens en bewerkt door Dan Lacksman.

## Prijzen en nominaties
| jaar | prijs                  | categorie                                     | genomineerde(n)            | uitslag     |
| ---- | ---------------------- | --------------------------------------------- | -------------------------- | ----------- |
| 1995 | LAFCA Award            | Beste animatiefilm                            |                            | Gewonnen    |
| 1996 | ASCAP Award            | Top Box Office Films                          |                            | Gewonnen    |
| 1996 | Academy Award          | Special Achievement Award                     |                            | Gewonnen    |
| 1996 | Academy Award          | Beste script                                  |                            | Genomineerd |
| 1996 | Academy Award          | Beste muziek                                  | Randy Newman               | Genomineerd |
| 1996 | Academy Award          | Beste originele lied                          | Randy Newman               | Genomineerd |
| 1996 | Saturn Award           | Beste Fantasy Film                            |                            | Genomineerd |
| 1996 | Saturn Award           | Beste Script                                  |                            | Genomineerd |
| 1996 | Annie Award            | Beste individuele prestatie: muziek           |                            | Gewonnen    |
| 1996 | Annie Award            | Beste individuele prestatie: script           |                            | Gewonnen    |
| 1996 | Annie Award            | Beste individuele prestatie: regie            |                            | Gewonnen    |
| 1996 | Annie Award            | Beste individuele prestatie: productie        |                            | Gewonnen    |
| 1996 | Annie Award            | Beste individuele prestatie: productie design |                            | Gewonnen    |
| 1996 | Annie Award            | Beste individuele prestatie: animatie         |                            | Gewonnen    |
| 1996 | Annie Award            | Beste individuele prestatie: techniek         |                            | Gewonnen    |
| 1996 | Annie Award            | Beste individuele prestatie: stemacteren      |                            | Gewonnen    |
| 1996 | CFCA Award             | Beste originele muziek                        |                            | Gewonnen    |
| 1996 | Golden Globe           | Beste originele muziek                        |                            | Genomineerd |
| 1996 | Golden Globe           | Best Motion Picture - Comedy or musical       |                            | Genomineerd |
| 1996 | MTV Movie Award        | Beste filmduo                                 | Tim Allen, Tom Hanks       | Genomineerd |
| 1997 | BAFTAs                 | Best Achievement in Special Visual Effects    | Eben Ostby, William Reeves | Genomineerd |
| 2001 | OFCS Award             | Beste DVD                                     |                            | Genomineerd |
| 2001 | OFCS Award             | Beste DVD extra's                             |                            | Genomineerd |
| 2005 | National Film Registry |                                               |                            | Gewonnen    |